# M23 software distribution
 (avril 2023).
m23 est un programme permettant de déployer et maintenir des distributions Debian, Ubuntu, Kubuntu Linux, Xubuntu, Linux Mint, Fedora, CentOS et openSUSE.
m23 peut partitionner et formater les postes clients et installer un système d'exploitation Linux et de nombreux autres paquetages logiciels comme des suites bureautiques, des outils graphiques, des applications serveur ou des jeux grâce au système m23. La totalité de l'administration est réalisée via un navigateur web et peut se faire depuis n'importe quel ordinateur qui a accès au serveur m23. m23 est développé principalement par Hauke Goos-Habermann depuis fin 2002.
m23 différencie le serveur et les postes clients. Un server m23 est utilisé pour le déploiement et la maintenance des postes clients. Les ordinateurs qui sont administrés (exemple. un logiciel est installé) grâce au serveur m23 sont les postes clients.
Le poste client est démarré depuis le réseau pendant l'installation du système d'exploitation. Il est possible de démarrer le poste client depuis sa carte réseau, une disquette amorçable ou un CD amorçable. La configuration matérielle du poste client est détectée et configurée. Les informations de configuration matérielle et de partition recueillies sont transmises au serveur m23. Ensuite, ces informations sont présentées dans l'interface d'administration du serveur m23. Maintenant l'administrateur doit choisir comment partitionner et formater le poste client. Il y a aussi d'autres paramètres à configurer, comme la distribution Linux à installer sur le poste client.
Le poste client m23 peut être installé comme une station de travail avec les interfaces graphique suivantes KDE 3.x, GNOME 2.x, Xfce, Unity, LXDE et natif X11 ou en tant que serveur sans interface graphique. Dans la plupart des configurations de type serveur, le serveur n'a pas besoin d'interface graphique.
M23 est publié sous licence GNU GPL.